# 秘魯鸊鷉
秘魯鸊鷉（學名：Podiceps taczanowskii）是一種不會飛的鸊鷉，僅分佈在秘魯中西部胡寧大區內的胡寧湖內。數目少於250頭，故在IUCN紅色名錄內列為極危物種。
學名種加詞內的是為了紀念波蘭動物學家Władysław Taczanowski，他出版了《秘魯鳥類學》（Ornithology of Peru）一書。

## 外部連結
- 國際鳥盟介紹 （页面存档备份，存于）